# Andreas Neuber
Andreas Neuber (ur. 12 stycznia 1960) – niemiecki lekkoatleta specjalizujący się w długich biegach sprinterskich. W czasie swojej kariery reprezentował Niemiecką Republikę Demokratyczną.
Największy sukces na arenie międzynarodowej odniósł w 1979 r. w Bydgoszczy, zdobywając brązowy medal mistrzostw Europy juniorów w biegu sztafetowym 4 x 400 metrów. Startował również w finale biegu na 400 metrów, zajmując VII miejsce.